# Elisabetta Cristina di Brunswick-Wolfenbüttel
Elisabetta Cristina di Brunswick-Wolfenbüttel (Braunschweig, 28 agosto 1691 – Vienna, 21 dicembre 1750) era figlia di Luigi Rodolfo di Brunswick-Lüneburg e della principessa Cristina Luisa di Oettingen-Oettingen. Fu imperatrice del Sacro Romano Impero come consorte di Carlo VI d'Asburgo. Fu la madre della celebre Maria Teresa d'Austria, regina di Boemia e d'Ungheria e imperatrice consorte del Sacro Romano Impero.

## Biografia

### Infanzia

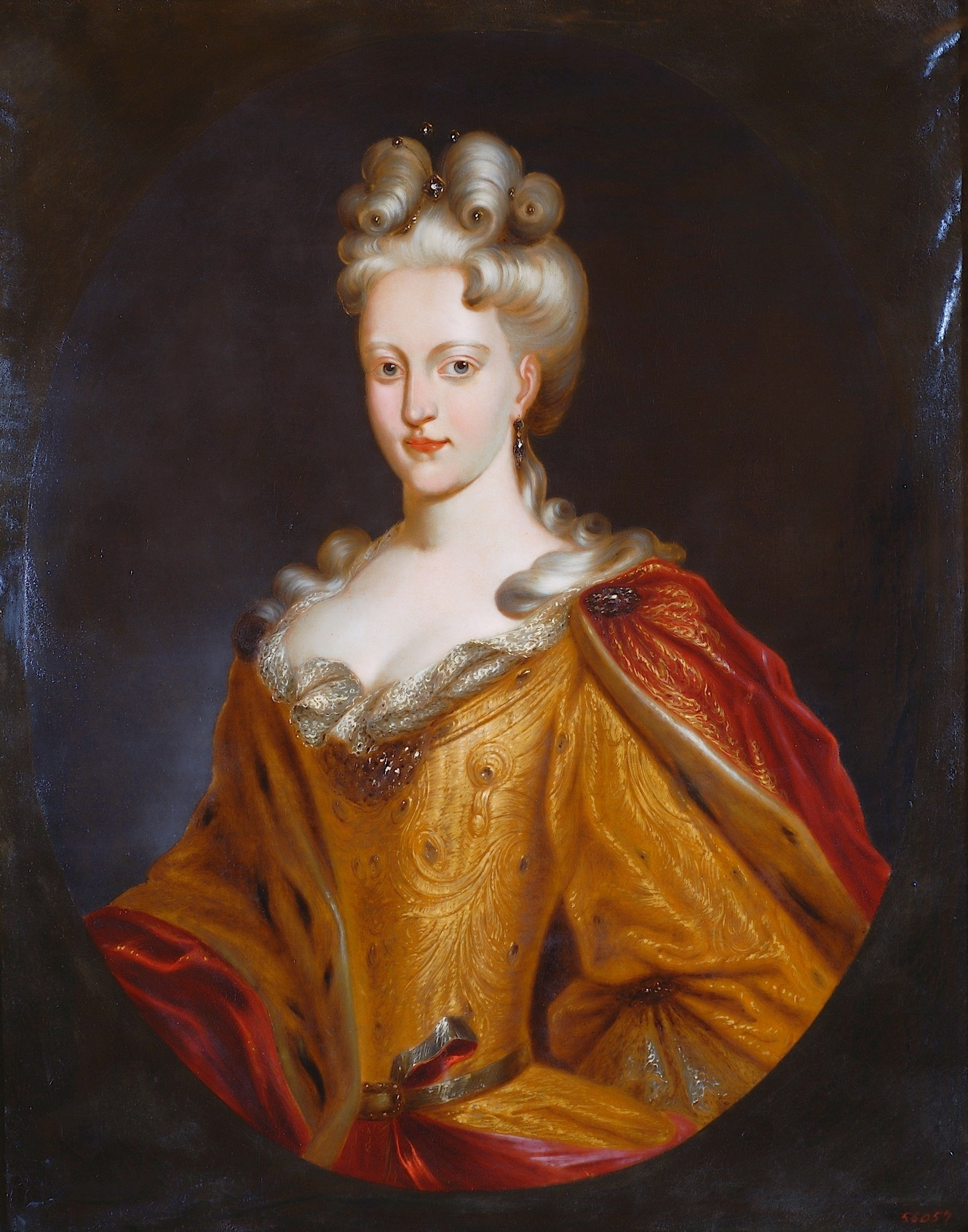
Elisabetta Cristina come viceregina di Catalogna in un ritratto di Andrea Vaccaro il giovane, ca. 1711-13

Elisabetta Cristina era la maggiore delle figlie di Luigi Rodolfo di Brunswick-Lüneburg, e di sua moglie, la principessa Cristina Luisa di Oettingen-Oettingen.
A tredici anni fu fidanzata con l'arciduca Carlo d'Asburgo, figlio dell'imperatore Leopoldo I, grazie alle negoziazioni diplomatiche intercorse tra suo nonno, il duca Antonio Ulrico di Brunswick-Lüneburg, e la cognata di Carlo, Guglielmina Amalia di Brunswick-Lüneburg.
Inizialmente Elisabetta Cristina, fervente protestante, rifiutò le nozze poiché esse implicavano l'inevitabile conversione al Cattolicesimo, necessaria per sposare un principe della Casa d'Asburgo. La sua conversione fu frutto dell'opera di convincimento del teologo luterano Johann Fabricius, cui si era rivolto il Duca Antonio Ulrico. A tal fine, egli redasse un parere in cui affermò che tale conversione non avrebbe contrastato con la volontà divina. Poiché Dio, secondo Fabricius, desiderava dare Elisabetta Cristina alla Spagna come sua regina, e poiché tale Paese era cattolico, era non peccaminoso convertirsi al cattolicesimo. Sulla base di questo parere, dopo molte proteste, alla fine la principessa capitolò e il 1 maggio 1707 si convertì ufficialmente a Bamberga. Fu istruita nel cattolicesimo da sua suocera, l'imperatrice Eleonora. Prima delle nozze, fu costretta a sottoporsi a una visita medica per dimostrare la sua fertilità da un medico e dal confessore gesuita di Carlo.

### Matrimonio

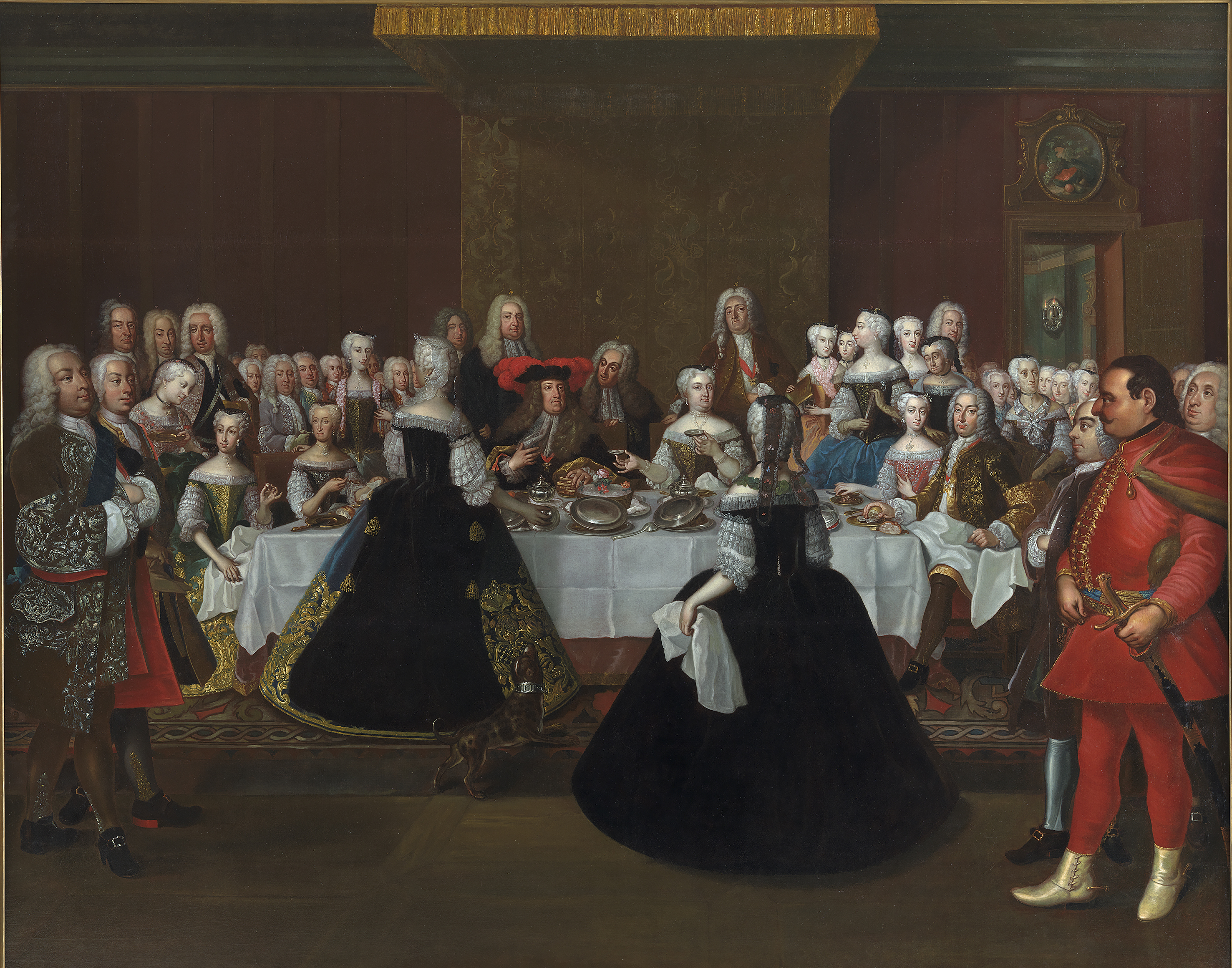
Elisabetta Cristina di Brunswick e Carlo VI d'Asburgo ritratti da Johann Salomon Wahl ad un banchetto

Al tempo delle nozze, Carlo stava combattendo per i propri diritti di erede al trono di Spagna contro Filippo di Borbone e per tale motivo risiedeva a Barcellona. Elisabetta Cristina arrivò in Spagna nel luglio del 1708 e il 1º agosto furono celebrate le nozze con l'arciduca Carlo nella basilica di Santa Maria del Mar a Barcellona. In quello stesso anno, ella fondò l'Ordine dell'amore verso il prossimo, di cui fu Gran Maestra.
Poiché Filippo aveva già generato un erede, Elisabetta Cristina fu immediatamente costretta a averne uno. Durante la sua permanenza in Spagna, aveva una lunga corrispondenza con sua madre, che secondo quanto riferito, era una consolazione per la continua pressione di produrre un erede.

### Imperatrice del Sacro Romano Impero

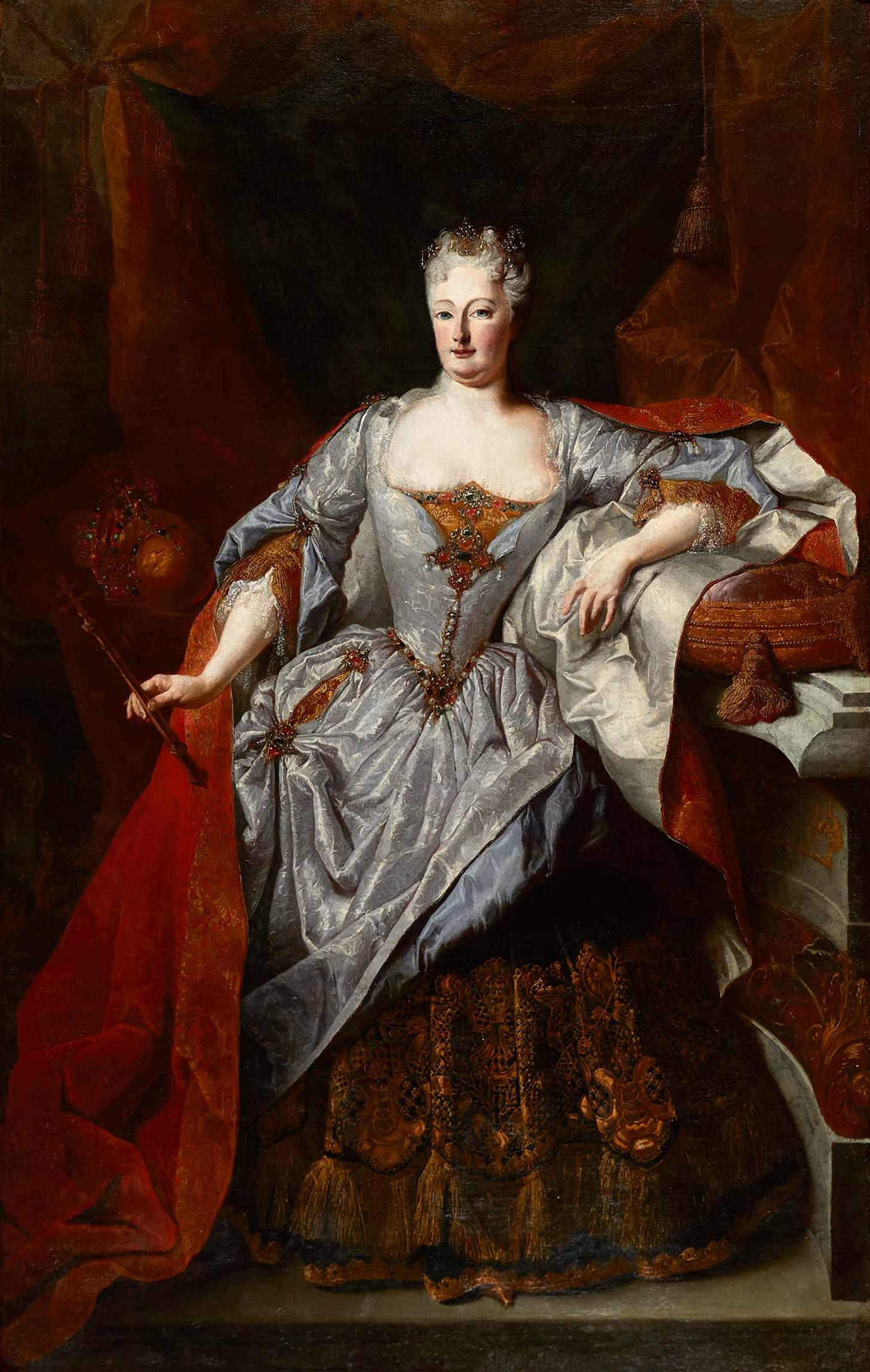
Ritratto di Elisabetta Cristina, imperatrice del Sacro Romano Impero di Jacob van Schuppen, 1715 circa, Palazzo di Schönbrunn

Quando Carlo, dopo la morte di suo fratello (l'imperatore Giuseppe I), nel 1711 si recò in Germania per cingere la corona imperiale come Carlo VI, lasciò Elisabetta Cristina in Spagna con il compito di Governatore generale della Catalogna. Fino al 1713 governò con molta accortezza quella regione, poi raggiunse il marito a Vienna per adempiere ai suoi doveri di imperatrice.
Come imperatrice, Elisabetta Cristina era descritta come amante della musica, dotata di discrezione, modestia e diligenza, e si pensava che adempisse il suo ruolo di rappresentanza come imperatrice sia all'interno del protocollo di corte che durante i giorni di devozione religiosa di pietas austriaca. Partecipava alle partite di tiro e alla caccia mentre lei e le sue dame di compagnia vestivano abiti da amazzone e giocavano anche a biliardo.
Carlo VI non le concesse alcuna influenza politica dopo il suo arrivo in Austria. Tuttavia fu descritta come intelligente e autosufficiente, e stabilì legami politici tra i ministri, specialmente con il conte di Stahremberg, e prese qualche iniziativa per impegnarsi in politica da sola. Negli anni '20 del XVIII secolo, sembrava aver avuto qualche influenza nel trattato con lo zar russo attraverso i suoi legami familiari nel nord della Germania, e si alleò con la fazione di corte che si opponeva al progetto di sposare le sue figlie con i membri della casa reale spagnola.
Il suo matrimonio fu dominato dalla pressione su di lei per dare alla luce un erede maschio. Sebbene la sua salute fosse devastata dalle diverse prescrizioni su come farle concepire un figlio, Carlo VI a quanto pare le era affezionato: continuava a riferirsi a lei con il suo soprannome White Liz, esprimeva sincera preoccupazione sulla sua salute e le lasciò una pensione nel suo testamento.
La sovrana era molto amata ed era considerata una delle donne più belle della sua epoca, soprattutto per l'incarnato candido (che sarà ereditato da una sua famosa nipote, Maria Antonietta).
La morte dell'unico figlio maschio provocò grande dolore all'imperatrice e aprì la questione del problema della successione imperiale, che nel 1740, dopo la morte di Carlo VI, portò alla guerra di successione austriaca. Infatti, ella non riuscì a dar vita ad altri maschi e questo colpo la rese depressa nei suoi ultimi anni. Il suo unico successo in tale ambito fu l'avvio dei negoziati che portarono alle nozze tra sua nipote Elisabetta Cristina con l'allora principe ereditario di Prussia Federico e quelle tra suo nipote Antonio Ulrico e la reggente russa Anna Leopol'dovna.

### Ultimi anni e morte

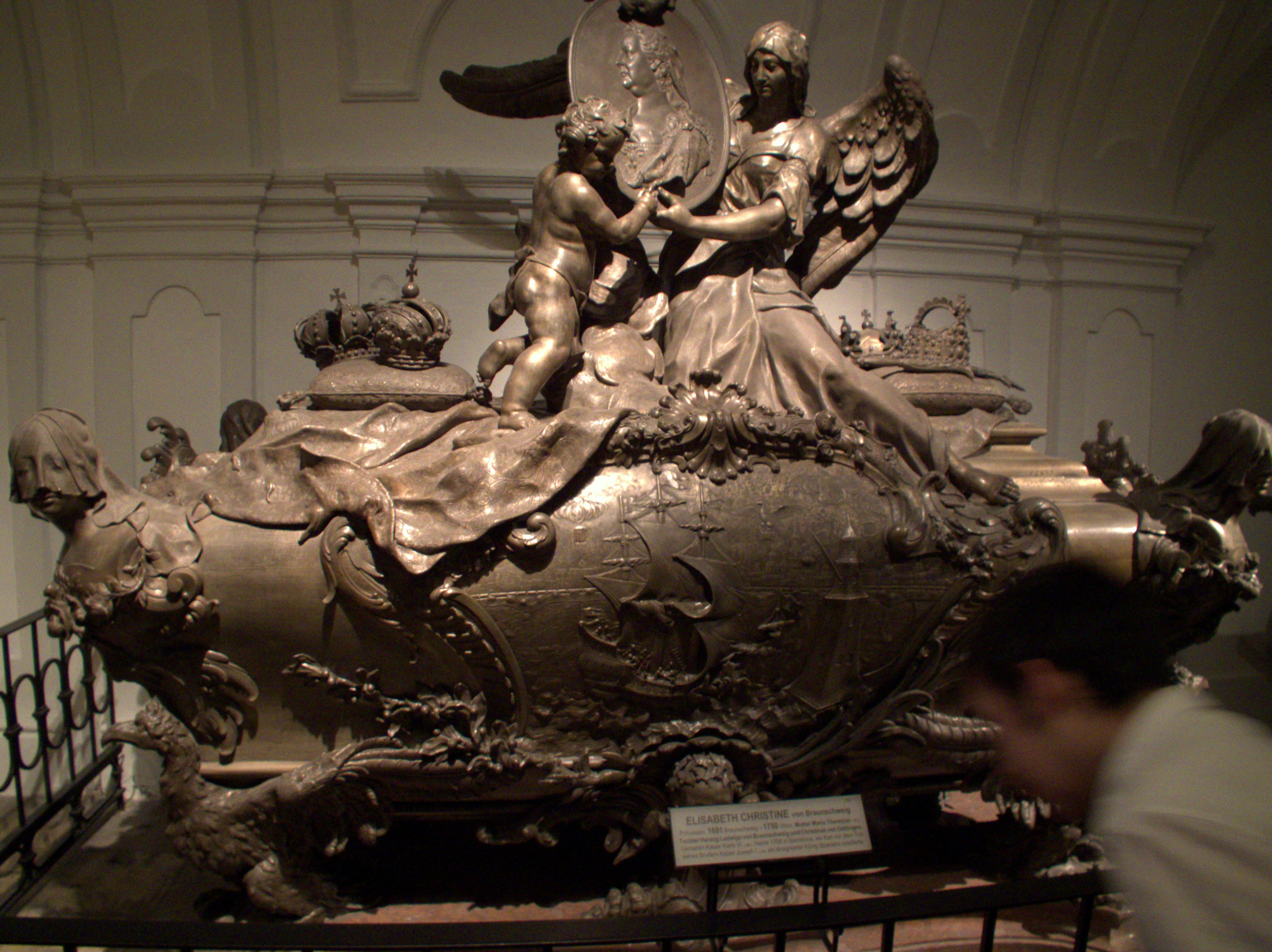
La tomba di Elisabetta Cristina nella Cripta dei Cappuccini a Vienna

L'imperatrice-vedova visse a Vienna fino alla fine dei suoi giorni, riuscendo a vedere la figlia Maria Teresa vittoriosa sui suoi nemici e stabile sul trono. Negli anni della sua maturità perse la sua prodigiosa bellezza a causa di una salute cagionevole e a problemi di idropisia che la portarono all'obesità.
Morì nel 1750 e fu sepolta nella Cripta dei Cappuccini a Vienna, mentre il suo cuore fu tumulato nella Herzgruft, nell'Augustinerkirche. Nel suo testamento, Elisabetta Cristina istituì l'Ordine di Elisabetta Teresa, poi riformato dalla figlia Maria Teresa.

## Discendenza
Elisabetta Cristina diede alla luce quattro figli, di cui solo due raggiunsero l'età adulta.
| Nome                        | Nascita           | Morte            | Note                                                                                            |
| --------------------------- | ----------------- | ---------------- | ----------------------------------------------------------------------------------------------- |
| Leopoldo Giovanni d'Asburgo | 13 aprile 1716    | 4 novembre 1716  |                                                                                                 |
| Maria Teresa d'Asburgo      | 13 maggio 1717    | 29 novembre 1780 | Imperatrice consorte del Sacro Romano Impero, in quanto coniuge di Francesco Stefano di Lorena. |
| Maria Anna d'Asburgo        | 26 settembre 1718 | 16 dicembre 1744 | Sposò Carlo Alessandro di Lorena.                                                               |
| Maria Amalia                | 5 aprile 1724     | 19 aprile 1730   |                                                                                                 |

## Ascendenza
|                                                              |                                           |                                                   | Genitori                                  |  |  | Nonni |  |  | Bisnonni                      |  |  | Trisnonni                        |  |
|                                                              |                                           |                                                   |                                           |  |  |       |  |  | Augusto di Brunswick-Lüneburg |  |  | Enrico III di Brunswick-Lüneburg |  |
|                                                              |                                           |                                                   |                                           |  |  |       |  |  | Augusto di Brunswick-Lüneburg |  |  | Enrico III di Brunswick-Lüneburg |  |
|                                                              |                                           | Ursula di Sassonia-Lauenburg                      |                                           |  |  |       |  |  | Augusto di Brunswick-Lüneburg |  |  |                                  |  |
| Antonio Ulrico di Brunswick-Lüneburg                         |                                           |                                                   |                                           |  |  |       |  |  | Augusto di Brunswick-Lüneburg |  |  |                                  |  |
|                                                              |                                           | Dorotea di Anhalt-Zerbst                          | Rodolfo di Anhalt-Zerbst                  |  |  |       |  |  |                               |  |  |                                  |  |
|                                                              |                                           | Dorotea di Anhalt-Zerbst                          | Rodolfo di Anhalt-Zerbst                  |  |  |       |  |  |                               |  |  |                                  |  |
|                                                              |                                           | Dorotea di Anhalt-Zerbst                          | Dorotea Edvige di Brunswick-Wolfenbüttel  |  |  |       |  |  |                               |  |  |                                  |  |
| Luigi Rodolfo di Brunswick-Lüneburg                          |                                           | Dorotea di Anhalt-Zerbst                          |                                           |  |  |       |  |  |                               |  |  |                                  |  |
|                                                              |                                           | Federico di Schleswig-Holstein-Sonderburg-Norburg | Giovanni di Schleswig-Holstein-Sonderburg |  |  |       |  |  |                               |  |  |                                  |  |
|                                                              |                                           | Federico di Schleswig-Holstein-Sonderburg-Norburg | Giovanni di Schleswig-Holstein-Sonderburg |  |  |       |  |  |                               |  |  |                                  |  |
|                                                              |                                           | Federico di Schleswig-Holstein-Sonderburg-Norburg | Elisabetta di Brunswick-Grubenhagen       |  |  |       |  |  |                               |  |  |                                  |  |
| Elisabetta Giuliana di Schleswig-Holstein-Sonderburg-Norburg |                                           | Federico di Schleswig-Holstein-Sonderburg-Norburg |                                           |  |  |       |  |  |                               |  |  |                                  |  |
|                                                              |                                           | Eleonora di Anhalt-Zerbst                         | Rodolfo di Anhalt-Zerbst                  |  |  |       |  |  |                               |  |  |                                  |  |
|                                                              |                                           | Eleonora di Anhalt-Zerbst                         | Rodolfo di Anhalt-Zerbst                  |  |  |       |  |  |                               |  |  |                                  |  |
|                                                              |                                           | Eleonora di Anhalt-Zerbst                         | Dorotea Edvige di Brunswick-Wolfenbüttel  |  |  |       |  |  |                               |  |  |                                  |  |
| Elisabetta Cristina                                          |                                           | Eleonora di Anhalt-Zerbst                         |                                           |  |  |       |  |  |                               |  |  |                                  |  |
|                                                              | Gioacchino Ernesto di Oettingen-Oettingen | Ludovico Eberardo di Oettingen-Oettingen          |                                           |  |  |       |  |  |                               |  |  |                                  |  |
|                                                              | Gioacchino Ernesto di Oettingen-Oettingen | Ludovico Eberardo di Oettingen-Oettingen          |                                           |  |  |       |  |  |                               |  |  |                                  |  |
|                                                              | Gioacchino Ernesto di Oettingen-Oettingen | Margherita d'Erbach                               |                                           |  |  |       |  |  |                               |  |  |                                  |  |
| Alberto Ernesto I di Oettingen-Oettingen                     | Gioacchino Ernesto di Oettingen-Oettingen |                                                   |                                           |  |  |       |  |  |                               |  |  |                                  |  |
|                                                              |                                           | Anna Dorotea di Hohenlohe-Neuenstein-Gleichen     | Carlo VII di Hoehnlohe-Neuenstein         |  |  |       |  |  |                               |  |  |                                  |  |
|                                                              |                                           | Anna Dorotea di Hohenlohe-Neuenstein-Gleichen     | Carlo VII di Hoehnlohe-Neuenstein         |  |  |       |  |  |                               |  |  |                                  |  |
|                                                              |                                           | Anna Dorotea di Hohenlohe-Neuenstein-Gleichen     | Sofia di Zweibrucken-Birkenfeld           |  |  |       |  |  |                               |  |  |                                  |  |
| Cristina Luisa di Oettingen-Oettingen                        |                                           | Anna Dorotea di Hohenlohe-Neuenstein-Gleichen     |                                           |  |  |       |  |  |                               |  |  |                                  |  |
|                                                              |                                           | Eberardo III di Württemberg                       | Giovanni Federico di Württemberg          |  |  |       |  |  |                               |  |  |                                  |  |
|                                                              |                                           | Eberardo III di Württemberg                       | Giovanni Federico di Württemberg          |  |  |       |  |  |                               |  |  |                                  |  |
|                                                              |                                           | Eberardo III di Württemberg                       | Barbara Sofia del Brandeburgo             |  |  |       |  |  |                               |  |  |                                  |  |
| Cristina Federica di Württemberg                             |                                           | Eberardo III di Württemberg                       |                                           |  |  |       |  |  |                               |  |  |                                  |  |
|                                                              |                                           | Anna Caterina Dorotea di Salm-Kyrburg             | Giovanni Casimiro di Salm-Kyrburg         |  |  |       |  |  |                               |  |  |                                  |  |
|                                                              |                                           | Anna Caterina Dorotea di Salm-Kyrburg             | Giovanni Casimiro di Salm-Kyrburg         |  |  |       |  |  |                               |  |  |                                  |  |
|                                                              |                                           | Anna Caterina Dorotea di Salm-Kyrburg             | Dorotea di Solms-Laubach                  |  |  |       |  |  |                               |  |  |                                  |  |
|                                                              |                                           | Anna Caterina Dorotea di Salm-Kyrburg             |                                           |  |  |       |  |  |                               |  |  |                                  |  |